# Amorphophallus impressus
Amorphophallus impressus är en kallaväxtart som beskrevs av Stephan Ittenbach. Amorphophallus impressus ingår i släktet Amorphophallus och familjen kallaväxter. Inga underarter finns listade.